# La Pobla de Segur
La Pobla de Segur är en kommun i Spanien.   Den ligger i provinsen Província de Lleida och regionen Katalonien, i den nordöstra delen av landet, 400 km nordost om huvudstaden Madrid. Antalet invånare är 3 156. Arean är 33 kvadratkilometer. La Pobla de Segur gränsar till Baix Pallars, Conca de Dalt, Salàs de Pallars och Senterada. 
Terrängen i La Pobla de Segur är kuperad.